# Banda de Castilla

Band von Kastilien

Banda de Castilla, deutsch Band von Kastilien, ist über einem Fahnenbild zum spanischen Wappenbild geworden. Seinen Ursprung hat das Heroldsbild in der Fahne des Orden de la Banda, der von Alfons XI. von Kastilien 1330/1332 für die Belohnung der Königstreuen und zur Stärkung der Königsmacht gestiftet wurde, zunächst aber keine einheitliche Farbe und Ordenszeichen hatte. Erst durch Heinrich IV. ist eine einheitliche jetzt bekannten und verbreitete Darstellung festgelegt und überliefert worden.
Das Wappenbild ist ein heraldisch schrägrechtsliegendes Band mit unterschiedlicher Endenausbildung ist das Wappenbild. An den Enden können sich ansehende Drachenköpfe, Löwenköpfe oder Schlangen sein. Die Farbe ist abweichend zur Fahnedarstellung sehr unterschiedlich in der Heraldik. Die Fahne als Vorlage ist in Rot und das Band in Gold, wie auch die Tierköpfe. Es wurde als Symbol der kastilischen Könige angesehen. Zunächst wurde es auf Kriegsfahnen, später auf Wappen dargestellt. 
Die Fahne war als La Banda Real de Castilla die Standarte des Diktators Francisco  Franco von 1940 bis zu seinem Tod, um 1940 erhielt sie eine Änderung durch die Einbringung der Säulen des Herkules in den Freiecken.

Standarte Francisco Francos

In der Neuzeit haben verschiedene spanische Gemeinden die Banda de Castilla
in ihren Wappen aufgenommen.

## Galerie

Aulestia
Munitibar-Arbatzegi Gerrikaitz
Gautegiz Arteaga
Moeche
San Andrés y Sauces
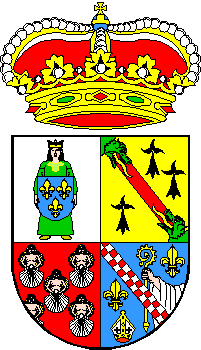
Somiedo
Villamanrique de Tajo
Lalín
Familienwappen von González de Gregorio
Persönliches Wappen Francisco Francos
Grafschaft von Valdemiano